# Sarlīmāk
Sarlīmāk (persiska: سرلیماک) är en ort i Iran.   Den ligger i provinsen Mazandaran, i den norra delen av landet, 140 km nordväst om huvudstaden Teheran. Sarlīmāk ligger 384 meter över havet och antalet invånare är 115.
Terrängen runt Sarlīmāk är varierad.Runt Sarlīmāk är det ganska tätbefolkat, med 116 invånare per kvadratkilometer. Närmaste större samhälle är Tonekābon, 16,6 km öster om Sarlīmāk. Omgivningarna runt Sarlīmāk är en mosaik av jordbruksmark och naturlig växtlighet.